# Łoginowo (obwód swierdłowski)
Łoginowo (ros. Логиново) – wieś (sieło) w Rosji, w obwodzie swierdłowskim, w rejonie biełojarskim. W 2010 liczyła 818 mieszkańców.